# Sven Rosén
Sven Axel Arigo Peterson Rosén (Stockholm, 10 maart 1887 - Danderyd, 22 juni 1963) was een Zweeds turner.
Rosén won in 1908 met de Zweedse ploeg de landenwedstrijd op de meerkamp. Vier jaar later in Roséns geboortestad Stockholm won hij de gouden medaille in de landenwedstrijd volgens het Zweedse systeem.

## Olympische Zomerspelen
| Jaar | Plaats    | Resultaten          |
| ---- | --------- | ------------------- |
| 1908 | Londen    | team                |
| 1912 | Stockholm | team Zweeds systeem |